# Fort Blockhouse
Fort Blockhouse est un établissement militaire situé à Gosport, Hampshire, en Angleterre, et la version finale d’un site compliqué. Dans sa plus grande extension au XIXe siècle, la structure faisait partie d’un ensemble de fortifications qui encerclait une grande partie de Gosport. Il est entouré sur trois côtés par l’eau et offre la meilleure vue de l’entrée du port de Portsmouth. Il est unique à deux égards. Tout d’abord, il a été construit sur une période de cinq siècles à partir de sa construction d’origine comme blockhaus en 1431 jusqu’à l’ajout final d’une tour de sauvetage sous-marine en 1953. Deuxièmement, on pense qu’il s’agit de la position fortifiée la plus ancienne au Royaume-Uni à être encore utilisée activement sur le plan militaire, bien que les fortifications côtières aient été abolies au niveau national en 1956 et que le fort ne soit plus utilisé qu’à des fins médicales et de formation depuis 1999.

## Historique

### Fortifications anciennes (1431-1667)

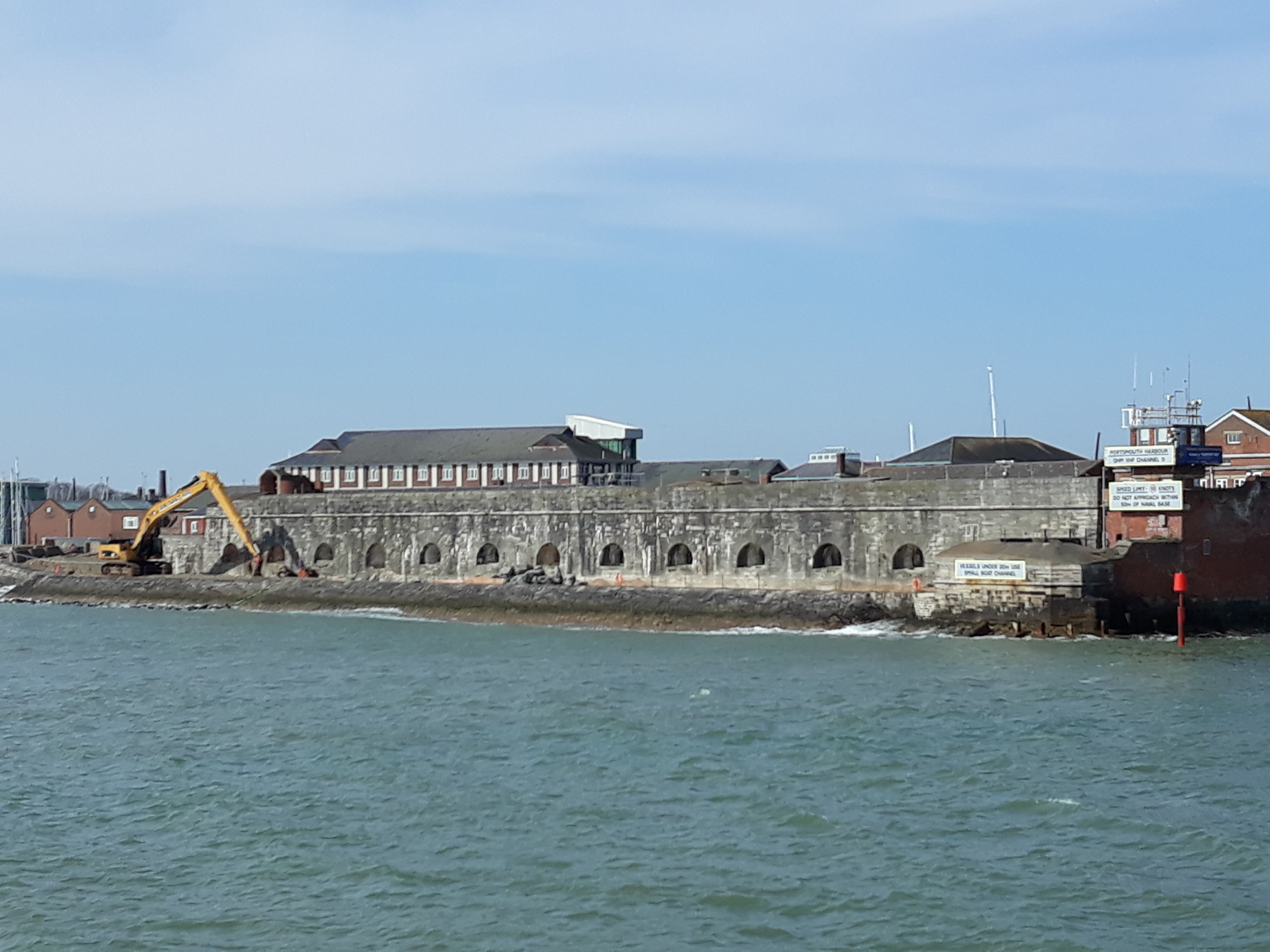
Fort Blockhouse vu de la mer.

Après l’incendie de Portsmouth pendant la guerre de Cent Ans, de l’argent fut mis de côté en 1417 pour protéger le port de Portsmouth. Un blockhaus a été construit pour la première fois du côté Gosport du port en 1431, après qu’Henry VI ait donné son autorisation. Une chaîne était tendue de Blockhouse à une tour similaire située à Portsmouth, qui pouvait être levée pour empêcher les navires ennemis d’entrer au port.
Le blockhaus a été remplacé en 1539 par une batterie de huit canons, sur l’ordre d’Henri VIII après son divorce de Catherine d'Aragon. Blockhouse était soutenu par un fort secondaire construit au sud en 1545-1556, appelé château de Haselworth, cependant celui-ci a été abandonné seulement onze ans après sa construction. Un plan visant à déplacer le chantier naval de Portsmouth à Gosport en 1627 n’a jamais abouti, bien que des entrepôts pour les nouveaux quais aient été construits sur le site. En 1642, pendant la première révolution anglaise, le fort est utilisé pour bombarder Portsmouth, qui est alors sous contrôle royaliste.

### Fort modernisé (1667-1877)

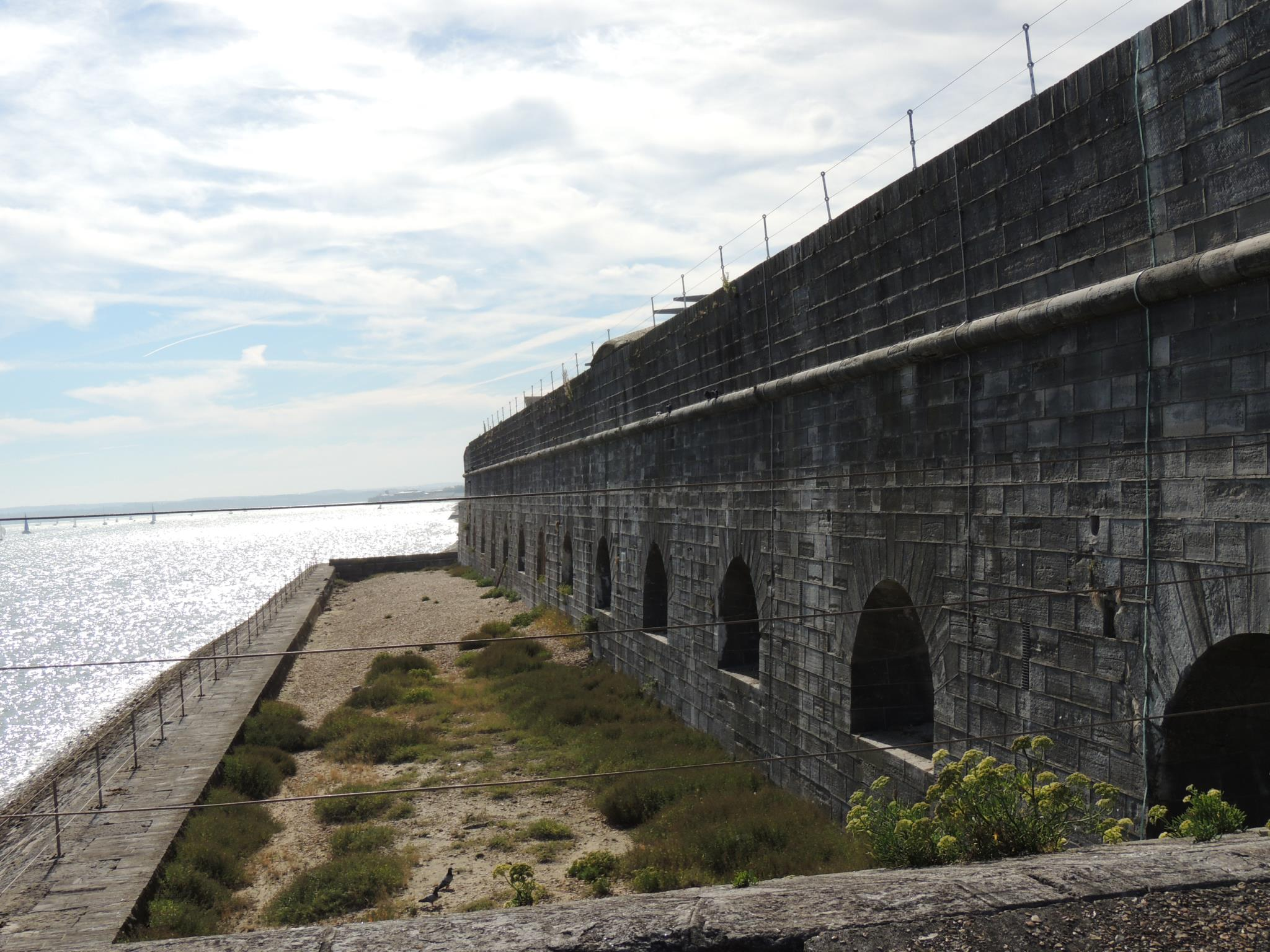
Casemates sud de 1845-1848 (la troisième reconfiguration de la batterie de 21 canons de de Gomme).

La fortification fut largement remaniée en 1667 lorsque Bernard de Gomme installa de nouvelles défenses sur l’ordre de Charles II. Deux tours, nommées fort James et fort Charles, furent achevées en 1679, mais les plans complets comportaient des travaux de terrassement supplémentaires qui n’ont jamais été réalisés.
Une inspection effectuée au début du XVIIIe siècle a révélé que les défenses étaient tombées en mauvais état. En 1708, les fortifications ont été entièrement reconstruites, avec 21 canons faisant face à la mer et d’importants travaux de terrassement. Ces constructions de 1708 sont les plus anciennes encore présentes sur le site. Les défenses au nord furent agrandies en 1757, afin d’englober la brasserie Weevil qui, au cours des cinquante années précédentes, était devenue une importante source de bière pour la marine. Les fortifications de l’époque de Gomme étaient encore présentes du côté ouest du fort et étaient en mauvais état à cette époque. Le domaine Weevil a été acheté en 1761 et le terrain a été réaménagé dans l’établissement de ravitaillement Royal Clarence. De nouvelles défenses ont été construites pour Gosport en 1778, avec le fort Monckton bastionné, situé sur le terrain qui avait été occupé par le château de Haselworth à la période Tudor.
D’autres rénovations eurent lieu de 1797 à 1803, dans la crainte d’une invasion française. Cela a créé une ligne de bastions défendant Gosport tout le chemin de Blockhouse Point jusqu’au lac Forton à l’autre bout de la ville, avec des prisonniers de guerre français constituant une partie de la main-d’œuvre de construction.
Une grande partie du fort Blockhaus a été remodelée en 1813, et d’autres modifications ont été apportées à la batterie en 1825 et au bastion en 1845. Les défenses à l’extérieur de la pointe du blockhaus n’ont toutefois pas été maintenues efficacement, le fort James et le fort Charles tombant en ruine au début du XIXe siècle. La Commission royale d’enquête sur la défense du Royaume-Uni de 1859 jugea ces moyens de défense désuets. Le parapet de pierre a été retravaillé en 1863, et des canons supplémentaires ont été ajoutés à l’arrière du site.

### Base de mines et de sous-marins (1877-1998)

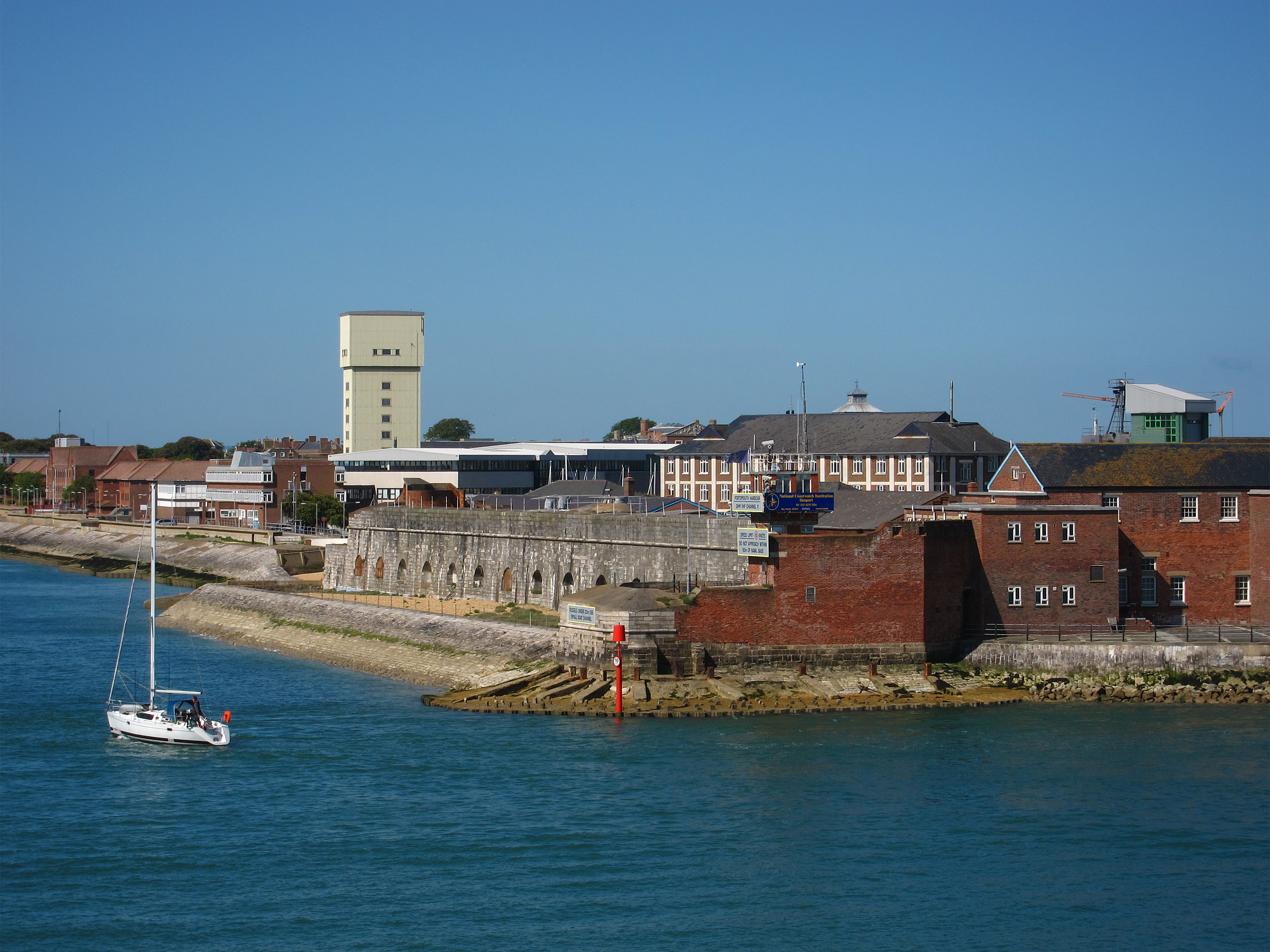
Bâtiments modernes à l’intérieur et au-delà du fort, y compris la tour d’entraînement à l’évacuation de sous-marins.

Le Fort Blockhouse Submarine Mining Establishment a été fondé en 1877, et d’autres structures ont été ajoutées au complexe du Blockhouse, notamment une grue et une jetée, ainsi qu’un système de petit train pour transporter des explosifs. D’autres bâtiments administratifs ont été ajoutés en 1884, lorsque le site a également accueilli l’École des mines sous-marines. La jetée a été agrandie en 1888, et d’autres salles ont continué d’être ajoutées pour le stockage et les essais jusqu’en 1891. La division de milice de Portsmouth, qui avait récemment effectué des expériences avec des torpilles pouvant être lancées à partir d’une défense côtière à Fort Monckton, a également déménagé à Blockhouse en 1892 et y est restée jusqu’en 1907. Les deux forts étaient reliés par un chemin de fer à voie étroite, qui s’étendait également aux installations de Stokes Bay qui étaient encore utilisées à cette fin. Le chemin de fer a survécu jusqu’au début du XXe siècle.
Le fort Blockhouse a été transféré à la Royal Navy en 1905 et, en tant que HMS Dolphinil est devenu le siège du Royal Navy Submarine Service. Les défenses de l’époque napoléonienne qui s’étendaient jusqu’à l’ouest de la ville ont été démolies pour faciliter le transport. Entre les deux guerres mondiales, l’établissement s’est étendu au-delà des lignes du fort original sur la pointe du Blockhouse, et la tour d’entraînement au sauvetage sous-marin proéminente a été construite en 1953, et a ouvert en 1954.
La perte du HMS Truculent en 1950 avait fait ressortir la nécessité d’une telle installation d’entraînement. La batterie du fort a été désarmée en 1956. En 1992, on a annoncé que la flotte de sous-marins quitterait le HMS Dolphin et déménagerait à l’ouest vers la HMNB Devonport. Le dernier sous-marin a quitté le HMS Dolphin en 1994. Le HMS Dolphin a été déclaré sans usage en 1996 et été officiellement mis hors service en 1998.

### Hôpital de campagne et site de formation (1999-2020)
Bien que la base de sous-marins ait été fermée en 1998, l’École des sous-marins de la Marine royale (ESMNR) est demeurée au fort jusqu’au 23 décembre 1999, et une partie de la formation s’est poursuivie à Blockhouse pendant encore vingt ans. L’école a été relocalisée au HMS Raleigh en Cornouailles, mais la formation sous pression est demeurée au Blockhouse jusqu’en 2008. La tour d’évacuation des sous-marins est demeurée en service jusqu’à sa fermeture en janvier 2020. Fort Blockhouse demeure utilisé comme 33e hôpital militaire de campagne, sous l’autorité de la 2e Brigade médicale.

### Élimination prévue
En 2016, il a été annoncé que le Fort Blockhouse serait cédé par le ministère de la Défense en 2020, dans le cadre d’un ensemble plus vaste de réductions du domaine immobilier de la défense,.Des relevés ont été effectués de janvier à mars 2020 pour déterminer quelles structures du site deviendraient des bâtiments inscrits aux monuments historiques. La date d’élimination a ensuite été reportée à 2023 au moins.